# Seznam skeptických podcastů
Toto je seznam podcastů, které propagují vědecký skepticismus.

## Aktivní
| Podcast                                  | Moderátoři | Založeno (M/D/R) | Jazyk       | Příslušnost                                         |
| ---------------------------------------- | --- | ---------------- | ----------- | --------------------------------------------------- |
| Amateur Skeptics                         | Bryan, Ian, Jennifer, Shawn, Kimberly                                                                          | 1. 26, 2010      | anglicky    | nezávislý                                           |
| Archaeological Fantasies                 | Sara Head, Kenneth Feder                                                                                       | 1. 5, 2015       | anglicky    | The Archaeology Podcast Network                     |
| Be Reasonable                            | Michael Marshall (s Hayley M. Stevens do 6. 2014)                                                              | 1. 28, 2013      | anglicky    | Merseyside Skeptics Society                         |
| Big Picture Science                      | Seth Shostak and Molly Bentley                                                                                 |                  | anglicky    | SETI Institute                                      |
| Blurry Photos                            | David Flora, ret. Dave Stecco                                                                                  | 8. 28, 2012      | anglicky    | nezávislý                                           |
| Body of Evidence, The                    | Jonathan Jarry, Dr. Christopher Labos                                                                          | 3. 29, 2015      | anglicky    | nezávislý                                           |
| Brainstorm Podcast                       | Cory Johnston, Mike, Lana, Destin, Raz, Rene                                                                   | 11. 9, 2013      | anglicky    | nezávislý                                           |
| Cognitive Dissonance                     | Cecil, Tom | 4. 13, 2011      | anglicky    | Glory Hole Studios                                  |
| Common Heathens                          | Courtney Heard, Donovan Badrock                                                                                | 6. 15, 2016      | anglicky    | nezávislý                                           |
| Completely Unnecessary Skeptical Podcast | Nathan Grange, Siouxsie Wiles, Craig Shearer                                                                   | 1. 21, 2010      | anglicky    | nezávislý                                           |
| Conspiracy Skeptic                       | Karl Mamer | 10. 22, 2007     | anglicky    | nezávislý                                           |
| Counter Apologetics                      | Emerson Green                                                                                                  | 8. 21, 2017      | anglicky    | nezávislý                                           |
| Data Skeptic                             | Kyle Polich | 5. 23, 2014      | anglicky    | nezávislý                                           |
| Dr Karl's Great Moments in Science       | Karl Kruszelnicki                                                                                              | 4. 24, 2012      | anglicky    | Australian Broadcasting Corporation, ABC Science    |
| Friendly Atheist                         | Hemant Mehta, Jessica Bluemke                                                                                  | 6. 15, 2014      | anglicky    | nezávislý                                           |
| Frightday                                | Byron McKoy, Kelly Jennifer, Sam Milo                                                                          | 10. 13, 2014     | anglicky    | nezávislý                                           |
| Geologic Podcast                         | George Hrab | 1. 23, 2007      | anglicky    | nezávislý                                           |
| Godless Spellchecker, The                | Stephen Knight                                                                                                 | 12. 11, 2013     | anglicky    | nezávislý                                           |
| Here and How, The                        | Thomas Westbrook, Stephen Woodford, Rachel Oates                                                               | 2. 24, 2018      | anglicky    | Holy Koolaid LLC, Rationality Rules, Rachel Oates   |
| Hoaxilla                                 | Alexander Waschkau, Alexa Waschkau                                                                             | 5. 18, 2010      | německy     | nezávislý                                           |
| iFriends                                 | Jake Farr-Wharton, Gregg Savage                                                                                | 2. 8, 2011       | anglicky    | nezávislý                                           |
| InKredulous                              | Andy Wilson | 2. 8, 2010       | anglicky    | Merseyside Skeptics Society                         |
| Inquiring Minds                          | Indre Viskontas, Kishore Hari                                                                                  | 9. 20, 2013      | anglicky    | nezávislý                                           |
| Kritisch Denken                          | Jozef van Giel                                                                                                 | 2. 18, 2009      | nizozemsky  | nezávislý                                           |
| Kvack!                                   | David Björnfot, Frida, DoctorOHM                                                                               | 10. 17, 2011     | švédsky     | nezávislý                                           |
| Little Atoms                             | Neil Denny, Padraig Reidy, Richard Sanderson, Becky Hogge                                                      | 7. 21, 2006      | anglicky    | Časopis The Skeptic (UK) (do 2011, nyní nezávislý)  |
| L’esploratore dell’insolito              | Massimo Polidoro                                                                                               | 7. 3, 2014       | italsky     | nezávislý                                           |
| MonsterTalk                              | Blake Smith, Ben Radford and Karen Stollznow                                                                   | 7. 2, 2009       | anglicky    | Časopis Skeptic (USA) (The Skeptics Society)        |
| Nachgefragt Podcast                      | Michaela Voth                                                                                                  | 4. 23, 2017      | německy     | nezávislý                                           |
| Ockham's Razor                           | Robyn Williams                                                                                                 | 1. 23, 2016      | anglicky    | Australian Broadcasting Corporation, Radio National |
| Oh No, Ross and Carrie!                  | Ross Blocher, Carrie Poppy                                                                                     | 3. 10, 2011      | anglicky    | Maximum Fun                                         |
| Our Fake History                         | Sebastian Major                                                                                                | 7. 21, 2015      | anglicky    | nezávislý                                           |
| Pants on Fire                            | Deborah Goldstein, Ethan Berlin                                                                                | 3. 1, 2018       | anglicky    | Gen-Z Media                                         |
| Parenting Beyond Belief                  | Clare Wuellner, Mandisa Thomas, Dale McGowan, Jan Heimlich, Kendall Hopkins                                    | 10. 29, 2018     | anglicky    | Atheist Community of Austin                         |
| Phil Ferguson Show, The                  | Phil Ferguson                                                                                                  | 6. 13, 2015      | anglicky    | nezávislý                                           |
| Pod Delusion, The                        | James O'Malley                                                                                                 | 9. 18, 2009      | anglicky    | British Humanist Association                        |
| Podcast Science                          | Alan, David, Julie, Nico, Robin, Jeanne, Marco and Mathieu                                                     | 9. 1, 2010       | francouzsky | nezávislý                                           |
| Point of Inquiry                         | Leighann Lord, James Underdown                                                                                 | 12. 11, 2005     | anglicky    | Center for Inquiry                                  |
| Pseudocast                               | jOin3r, Osiris, Martir                                                                                         | 10. 2, 2011      | Slovak      | nezávislý                                           |
| Raising Freethinkers                     | Dale McGowan                                                                                                   | 12. 7, 2018      | anglicky    | nezávislý                                           |
| Rationally Speaking                      | Massimo Pigliucci, Julia Galef                                                                                 | 2. 1, 2010       | anglicky    | New York City Skeptics                              |
| Reality Check                            | Darren McKee, Adam Gardner, Elan Dubrofsky, Pat Roach, Christina Roach                                         | 8. 14, 2008      | anglicky    | Ottawa Skeptics                                     |
| Saltklypa                                | Gunnar Tjomlid, Marit Simonsen, Kristin Carlsson                                                               | 10. 11, 2010     | norsky      | nezávislý                                           |
| Scathing Atheist, The                    | Noah Lugeons, Heath Enwright, Eli Bosnick, Lucinda Lugeons                                                     | 1. 17, 2013      | anglicky    | Puzzle in a Thunderstorm, LLC                       |
| Sceptici în România                      | Eddy Petrisor, Miruna Chelbea, Ovidiu Covaciu                                                                  | 10. 10, 2010     | rumunsky    | nezávislý                                           |
| Scepticisme Scientifique                 | Jean-Michel Abrassart                                                                                          | 10. 1, 2012      | francouzsky | nezávislý                                           |
| Science Enthusiast Podcast, The          | Dan Broadbent, Natalie Newell                                                                                  | 5. 19, 2016      | anglicky    | nezávislý                                           |
| Science for the People                   | Desiree Schell                                                                                                 | 3. 20, 2009      | anglicky    | nezávislý                                           |
| Science Vs                               | Wendy Zukerman                                                                                                 | 5. 25, 2015      | anglicky    | Gimlet Media                                        |
| Sensibly Speaking Podcast, The           | Chris Shelton                                                                                                  | 8. 21, 2015      | anglicky    | nezávislý                                           |
| Skeptic Zone, The                        | Richard Saunders                                                                                               | 9. 26, 2008      | anglicky    | nezávislý                                           |
| Skepticality                             | Derek Colanduno, "Swoopy" Robynn McCarthy                                                                      | 4. 1, 2005       | anglicky    | Časopis Skeptic (USA) (The Skeptics Society)        |
| Skeptically Yours                        | Emery Emery, Heather Henderson                                                                                 | 7. 29, 2012      | anglicky    | nezávislý                                           |
| Skepticrat, The                          | Noah Lugeons, Heath Enwright, Eli Bosnick                                                                      | 1. 26, 2016      | anglicky    | Puzzle in a Thunderstorm, LLC.                      |
| Skeptics with a K                        | Michael Marshall, Alice Howarth, Colin Harris                                                                  | 9. 1, 2009       | anglicky    | Merseyside Skeptics Society                         |
| Skeptics' Guide to the Universe          | Steven Novella, Jay Novella, Robert Novella, Perry DeAngelis, Evan Bernstein, Rebecca Watson, Cara Santa Maria | 5. 4, 2005       | anglicky    | New England Skeptical Society                       |
| Skepticule                               | Paul S. Jenkins, Paul Thompson, Paul Orton                                                                     | 9. 20, 2009      | anglicky    | nezávislý                                           |
| SkeptisCH                                | Marko Kovic, Tobias Füchslin                                                                                   | 8. 5, 2012       | německy     | Skeptiker Schweiz                                   |
| Skeptoid                                 | Brian Dunning                                                                                                  | 10. 3, 2006      | anglicky    | Skeptoid Media, Inc.                                |
| Squaring the Strange                     | Ben Radford, Pascual Romero, Celestia Ward                                                                     | 4. 13, 2017      | anglicky    | nezávislý                                           |
| TheESP – European Skeptics Podcast       | Pontus Böckman (SE), Annika Harrison (DE), András G. Pintér (HU)                                               | 11. 18, 2015     | anglicky    | nezávislý                                           |
| Token Skeptic                            | Kylie Sturgess                                                                                                 | 12. 25, 2009     | anglicky    | nezávislý                                           |
| Virtual Skeptics                         | Brian Gregory, Bob Blaskiewicz, Tim Farley, Sharon A. Hill, Eve Siebert                                        | 8. 15, 2012      | anglicky    | nezávislý                                           |
| You Are Not So Smart                     | David McRaney                                                                                                  | 4. 24, 2012      | anglicky    | nezávislý                                           |
| Скептик (Skeptik)                        | Kirill Alferov, Levon Gulnazaryan, Ilya Makarov, Ekaterina Zvereva, Laida Kushnareva, Valery Sobolev           | 6. 20, 2013      | rusky       | Skeptic Society (Общество скептиков)                |

## Neaktivní
Tyto podcasty mají buď oficiálně přestávku, nebo ukončily svou produkci.
| Podcast                                         | Moderátoři                                                                         | Založeno (M/D/R) | Ukončeno (M/D/R) | Jazyk    | Příslušnost                                |
| ----------------------------------------------- | ---------------------------------------------------------------------------------- | ---------------- | ---------------- | -------- | ------------------------------------------ |
| 15 Credibility Street                           | Sharon Hill                                                                        | 10. 17, 2016     | 7. 15, 2018      | anglicky | Doubtful News                              |
| Adam Ruins Everything                           | Adam Conover                                                                       | 5. 24, 2016      | 3. 7, 2018       | anglicky | Maximum Fun                                |
| Being Skeptical                                 | Mark Langridge, Jody Tomchishen                                                    | 1. 31, 2017      | 3. 21, 2018      | anglicky | nezávislý                                  |
| Biskeptical                                     | Trav Mamone, Morgan Stringer                                                       | 4. 12, 2016      | 10. 13, 2018     | anglicky | nezávislý                                  |
| Caustic Soda                                    | Toren Atkinson, Kevin Leeson, Joe Fulgham                                          | 3. 29, 2010      | 3. 28, 2016      | anglicky | nezávislý                                  |
| Edinburgh Skeptics Presents...                  | Mark Pentler, Claudia Schaffner, David Frank + Other Guests                        | 4. 20, 2015      | 10. 20, 2018     | anglicky | Edinburgh Skeptics                         |
| For Good Reason                                 | D. J. Grothe                                                                       | 1. 23, 2010      | 12. 15, 2011     | anglicky | James Randi Educational Foundation         |
| Fysiopodden                                     | Leo Huss-Wallin, William Valkeaoja, John Svensson, Jacob Sejersen och Henrik Lydén | 3. 30, 2011      | 2. 1, 2016       | švédsky  | nezávislý                                  |
| Hagtivist                                       | Malik, Ros, Justice, Ato                                                           | 14. 7. 2019      | 20. 2. 2020      | anglicky | Humanist Association of Ghana              |
| Hunting Humbug 101                              | Theo Clark                                                                         | 5. 27, 2014      | 5. 21, 2016      | anglicky | Humbug! e-Book                             |
| Ikonokast                                       | Mike Haubrich, Greg Laden                                                          | 2016             | 10. 1, 2018      | anglicky | nezávislý                                  |
| Meanig of (Skeptical) Life                      | pan Psax, El léñas                                                                 | 1. 1. 2019       | 4. 5. 2021       | česky    | nezávislý                                  |
| Meet the Skeptics                               | Christopher Brown                                                                  | 9. 13, 2010      | 3. 2, 2015       | anglicky | nezávislý                                  |
| The Pseudoscientists                            | Jack Scanlan, Rachael Skerritt, Sarah McBride, Tom Lang, Belinda Nicholson         | 12. 23, 2008     | 7. 15, 2015      | anglicky | Young Australian Skeptics                  |
| Quackcast                                       | Mark Crislip                                                                       | 5. 5, 2006       | 4. 8, 2017       | anglicky | nezávislý                                  |
| Science Watch                                   | Dave Thomas, M. Kim Johnson                                                        | 8. 13, 2005      | 3. 7, 2010       | anglicky | New Mexicans for Science and Reason (NMSR) |
| ShelShocked                                     | Sheldon Helms                                                                      | 3. 22, 2015      | 12. 13, 2015     | anglicky | nezávislý                                  |
| Skeprechauns, The                               | Rebecca O'Neill, Fionnuala Murphy "Finn"                                           | 10. 3, 2012      | 10. 9, 2014      | anglicky | Dublin Skeptics                            |
| Skeptic Wire, The                               | Donna, Gary and Greg                                                               | 4. 4, 2011       | 10. 30, 2015     | anglicky | nezávislý                                  |
| Skeptically Challenged                          | Ross Balch                                                                         | 6. 2, 2013       | 6. 25, 2015      | anglicky | nezávislý                                  |
| Skepticism Today                                | Dell Mitchell, Mark Honeychurch, Simon McAuliffe, Tim Atkin                        | 5. 27, 2014      | 4. 29, 2015      | anglicky | nezávislý                                  |
| Skeptikerpodden                                 | Peter Dahlgren                                                                     | 3. 29, 2010      | 12. 3, 2013      | švédsky  | nezávislý                                  |
| Sisyphus Speaks: Reflections on Pseudo-Medicine | Mark Crislip                                                                       | 9. 24, 2016      | 5. 30, 2017      | anglicky | Society for Science-Based Medicine         |
| Unfiltered Thoughts                             | Jack Scanlan                                                                       | 9. 26., 2013     | 3. 30., 2015     | anglicky | Young Australian Skeptics                  |
| VoFcast                                         | Joacim Jonsson                                                                     | 4. 6., 2011      | 1. 21., 2012     | švédsky  | Föreningen Vetenskap och Folkbildning      |